# Lina Sundén
Lina Gabriella Sundén, född 4 april 1981 i Haga församling i Göteborg, är en svensk skådespelare. 

## Filmografi
- 2016 – Beck - Steinar
- 2014 – Hur man stoppar ett bröllop
- 2014 – Scener från ett personalrum
- 2013 – Lokalvårdaren
- 2013 – Clone a Willy
- 2011-2013 – Suck! (webbserie)
- 2010 – Utan Avslut

## TV-serier
- 2020 – Vår tid är nu – 1951